# Nikandros aus Kolophon
Nikandros (griechisch Νίκανδρος Níkandros, lateinisch Nicander, deutsch Nikander), auch Nikandros von Kolophon genannt, war ein griechischer Arzt, Grammatiker und Dichter, der vermutlich im 2. Jahrhundert v. Chr. lebte. Nikandros gilt als Verfasser der ältesten bekannten giftkundlichen Werke.

## Leben
Die verstreuten biografischen Angaben in den antiken Quellen sind so widersprüchlich, dass teilweise zwei hellenistische Autoren mit demselben Namen angenommen werden. Die chronologischen Einordnungen der Lebenszeit reichen vom mittleren 3. bis zum späten 2. Jahrhundert v. Chr. Falls es zwei Autoren dieses Namens gab, war der ältere vielleicht der Großvater oder Onkel des jüngeren. Einer antiken Vita zufolge war der Schriftsteller Nikandros Sohn eines Damaios und soll ein erbliches Priesteramt des klarischen Apollon ausgeübt haben. Eines seiner Werke ist als „Hymnos an Attalos“ bekannt und könnte darauf hindeuten, dass er am Hof eines der pergamenischen Herrscher dieses Namens tätig war.

## Werke
Von seinen zahlreichen Werken sind nur zwei vollständige Gedichte sowie Fragmente von Schriften über den pflanzlichen Landbau (Georgika, Vergil als Vorlage für dessen Georgica dienend), über die Bienenzucht (Melissurgika) und über die Schlangenkunde (Ophiaka) erhalten. Vollständig überliefert sind die Lehrgedichte:
- Theriaka (958, einem Hermesianax gewidmete, Verse in Hexametern über Bisse und Stiche giftiger Tiere, zum Beispiel Schlangen und Skorpione sowie deren Behandlung mit Heilmitteln bzw. Antidoten (Gegenmitteln) – vgl. „Theriak“ als thēriakón antídoton), und
- Alexipharmaka (630, einem Protagoras gewidmete, Hexameter über mit dem Mund aufgenommene Gifte pflanzlicher, tierischer und mineralischer Herkunft sowie Krankheitsbild und Gegenmittel).

Die beiden Versdichtungen beruhen auf den Schriften des Giftforschers Apollodoros von Alexandria (so Peri therion, um 300 v. Chr.) und stehen in der poetischen Tradition von Hesiod. Ihrerseits nahmen sie offenbar Einfluss auf Aemilius Macer sowie Lukan und Quintus von Smyrna. In beiden Gedichten tritt die Lehrabsicht deutlich hinter formalistischer Ästhetik und rhetorischer Sprachkunst zurück. Kontrastreich wechselt Nikander zwischen spannungsreichen und eher wissenschaftlich-nüchternen Passagen, prägt Wortneuschöpfungen, um dem Publikum die eigene Sprachfertigkeit zu versichern und schmückt dabei vor allem die Tierbeschreibungen reichlich aus.
Unter seinen nicht mehr erhaltenen Gedichten befanden sich auch Metamorphosen (Heteroioumena), die Ovid in sein Werk einfließen ließ. Auch in der Sammlung von Verwandlungssagen des Antoninus Liberalis sind einige enthalten.

## Textausgaben
- Andrew Sydenham Farrar Gow, Alwyn Faber Scholfield (Hrsg.): Nicander. The poems and poetical fragments. Cambridge University Press, Cambridge 1953 (kritische Edition)